# Klenovice na Hané
Klenovice na Hané jsou obec v okrese Prostějov v Olomouckém kraji. Žije zde 845 obyvatel.

## Název
Starší podoba jména vsi byla Klínovice. Ta byla odvozena od osobního jména Klín. Výchozí tvar Klínovici byl pojmenováním obyvatel vesnice a znamenal "Klínovi lidé". Podoba Klenovice je doložena poprvé k roku 1482, vznikla nářeční změnou í > é a přikloněním vzniklého Klénovice k obecnému klen.

## Historie
První písemná zmínka o obci pochází z roku 1309 (de Clynouicz).

## Obyvatelstvo

### Struktura
Vývoj počtu obyvatel za celou obec i za jeho jednotlivé části uvádí tabulka níže, ve které se zobrazuje i příslušnost jednotlivých částí k obci či následné odtržení.
| Rok            | 1869 | 1880 | 1890 | 1900 | 1910 | 1921  | 1930 | 1950 | 1961 | 1970 | 1980 | 1991 | 2001 | 2011 | 2021 |
| -------------- | ---- | ---- | ---- | ---- | ---- | ----- | ---- | ---- | ---- | ---- | ---- | ---- | ---- | ---- | ---- |
| Počet obyvatel | 632  | 693  | 729  | 799  | 951  | 1 019 | 998  | 818  | 853  | 843  | 849  | 820  | 795  | 791  | 814  |
| Počet domů     | 115  | 132  | 139  | 148  | 165  | 181   | 205  | 220  | 230  | 228  | 223  | 254  | 263  | 282  | 291  |

## Obecní správa

### Obecní symboly
Znak a vlajka byly obci uděleny rozhodnutím předsedy Poslanecké sněmovny Parlamentu České republiky dne 11. května 2001.

## Pamětihodnosti
Zapsané kulturní památky
- Kostel svatého Bartoloměje
- Sochy svatého Jana Nepomuckého a svatého Floriána
- Fara
- Kříž

Památky místního významu
- Památník padlých v první světové válce
- Socha Panny Marie s Jezulátkem
- Kamenný kříž
- Sousoší piety památky místního významu
- Památník padlých ve druhé světové válce[11]

## Školství
V obci se nachází mateřská škola a základní škola od 1.–9. ročníku.

## Osobnosti
- Oldřich Beránek (17. 2. 1912 v Prostějově–13. 6. 1998 ve Šternberku na Mor., vysvěcen 5. 7. 1936 v Olomouci). V letech 1942–1945 byl kaplanem v Prostějově, od r. 1950 téměř 3 roky vězněm komunistického režimu. Detaily mimo pastoračního působení shrnuje KAVIČKA. P. Beránek byl zakladatel Cyrilské jednoty[12]
- František Říha (1872–1943), římskokatolický kněz, vysvěcen 1897, katecheta na prostějovských školách, konzistorní a arcibiskupský rada

## Galerie

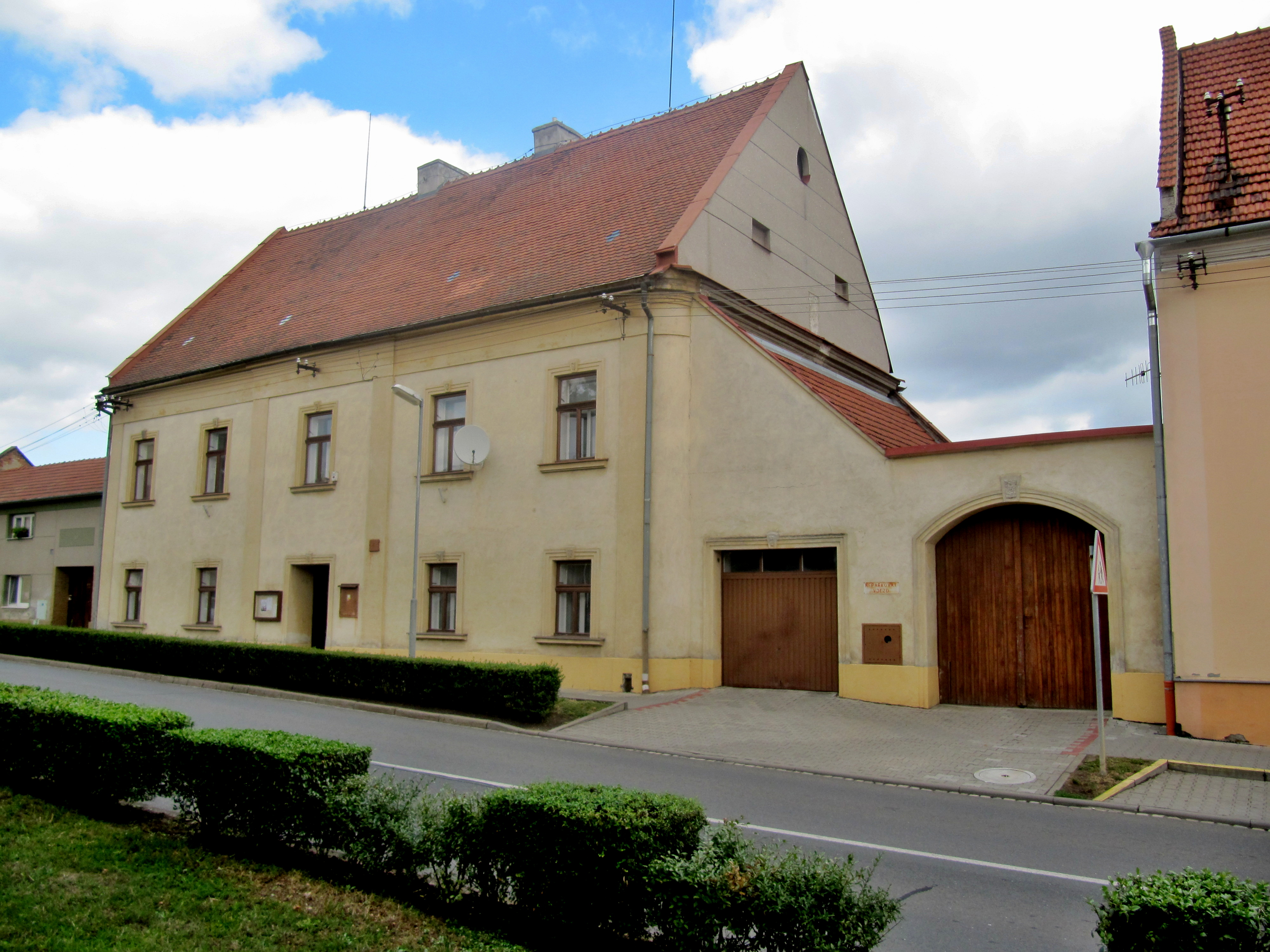
Fara
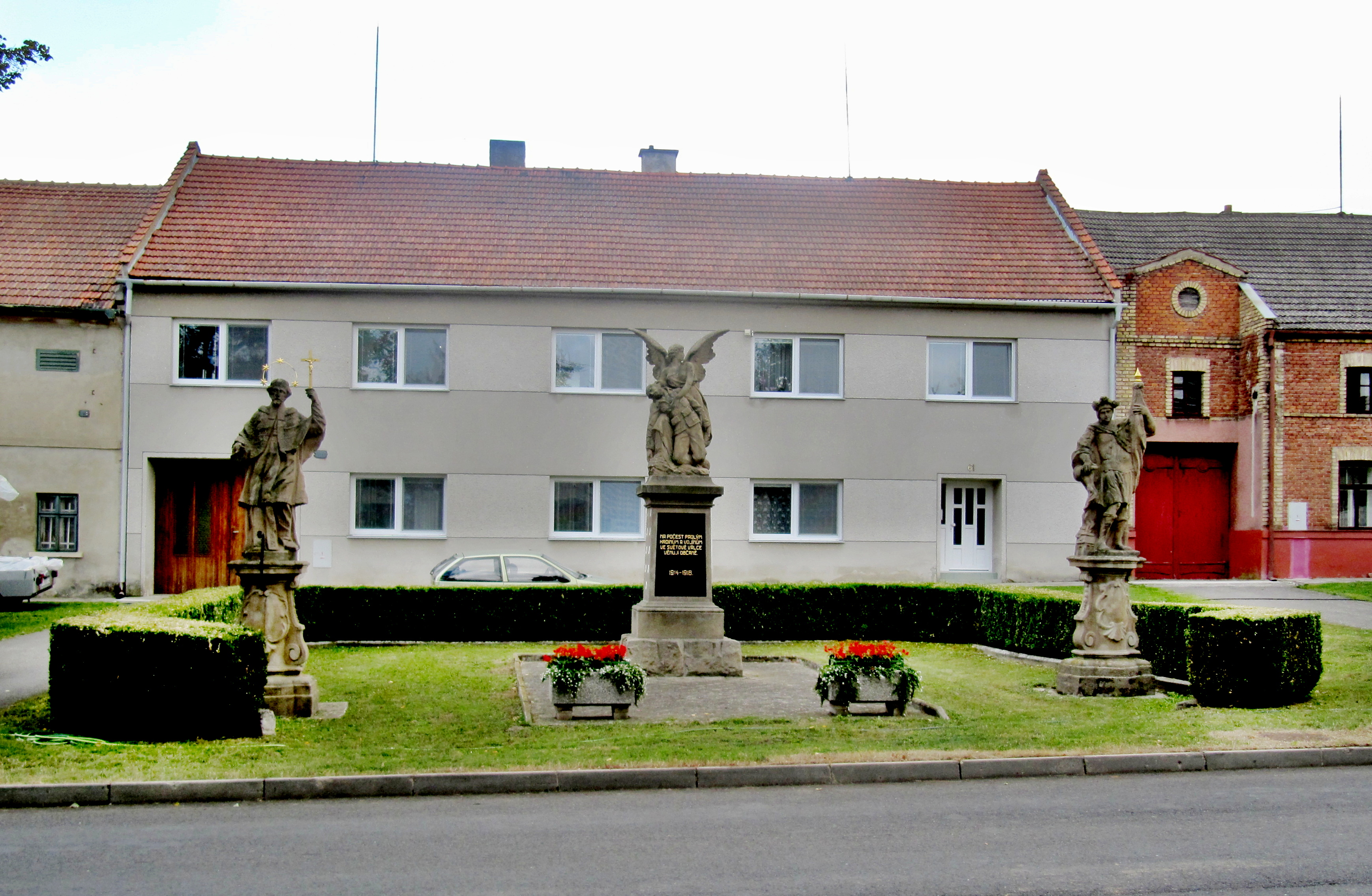
Sochy svatého Jana Nepomuckého, svatého Floriána a pomník obětem první světové války
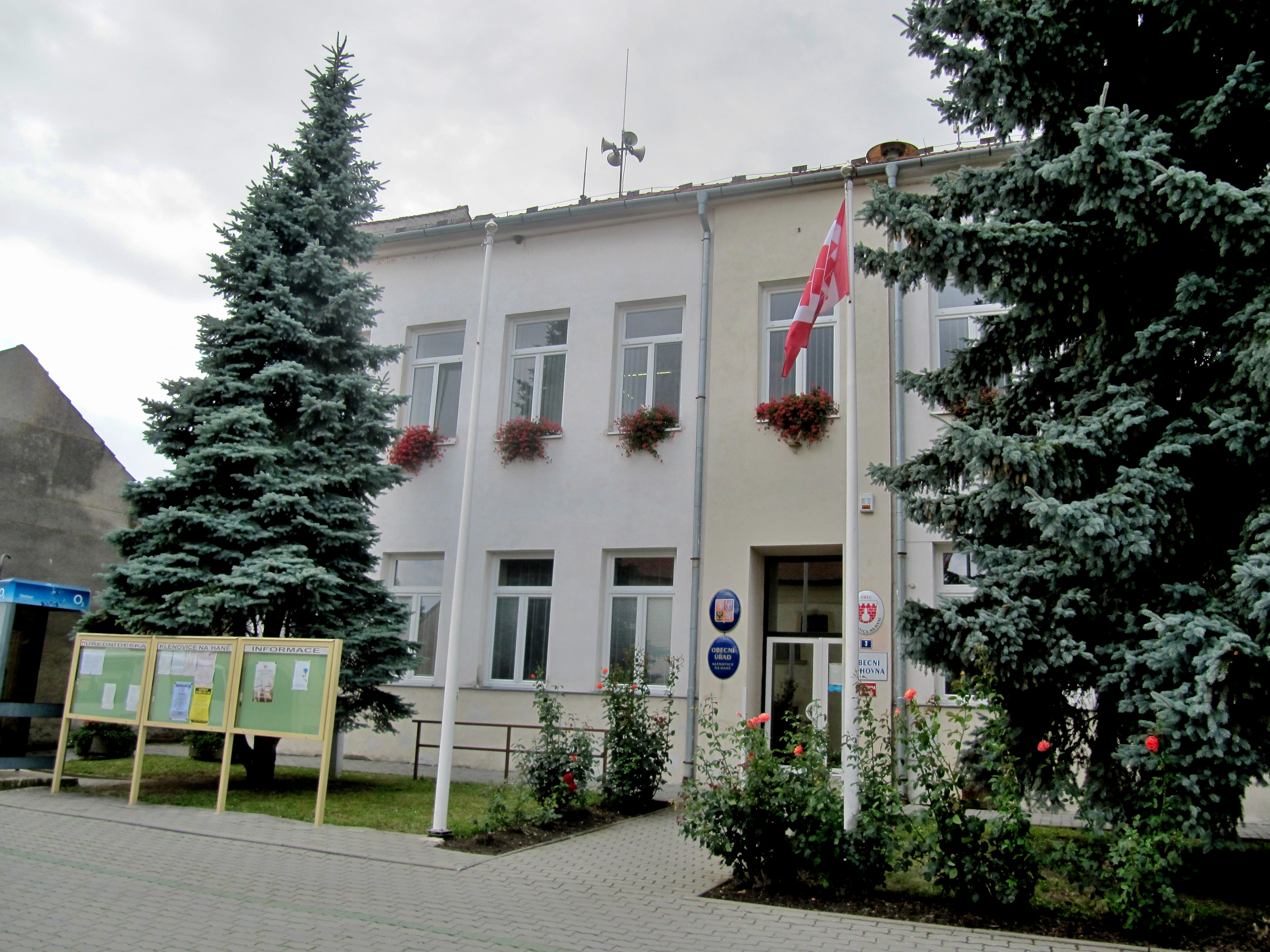
Obecní úřad
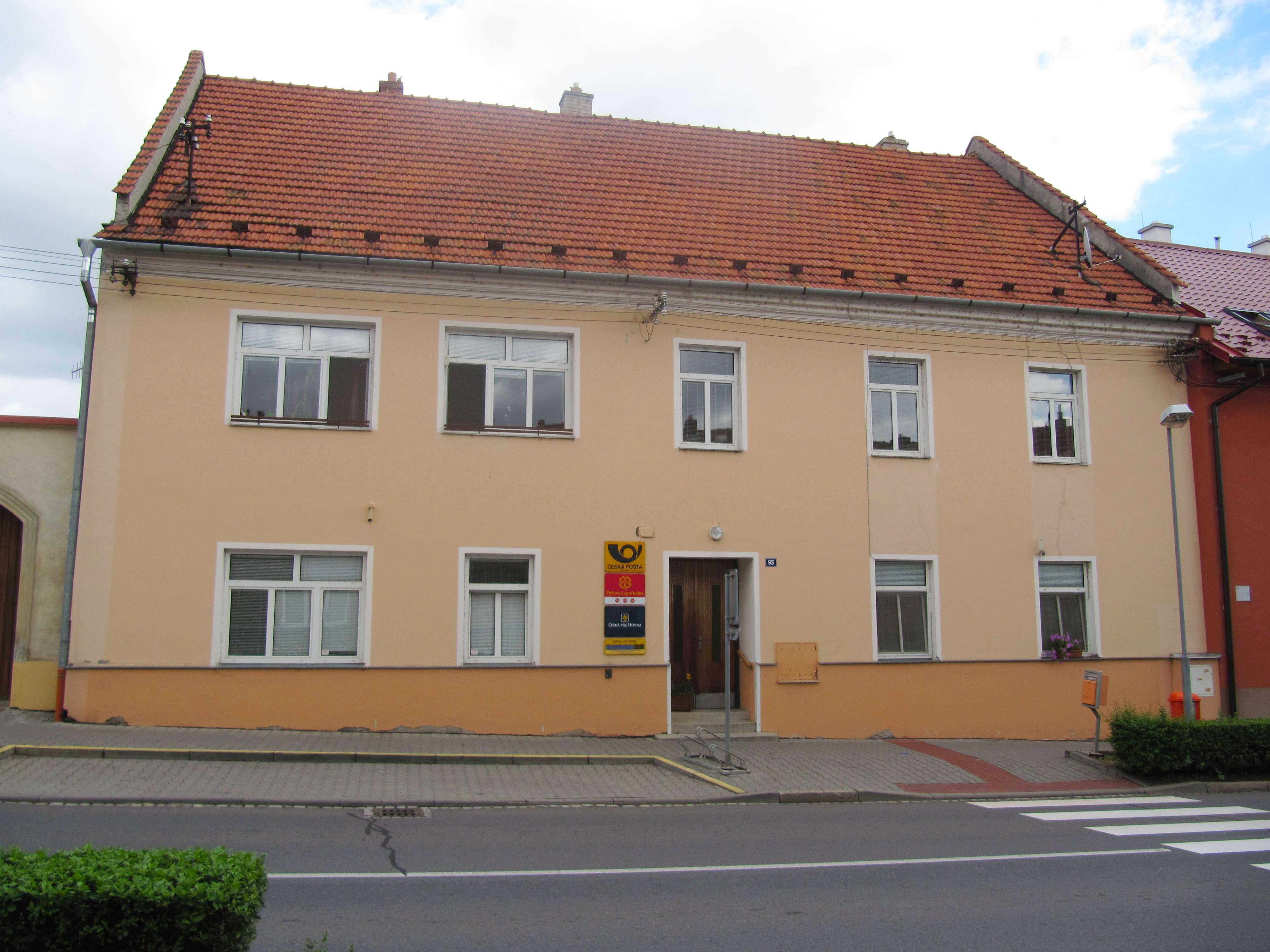
Pošta
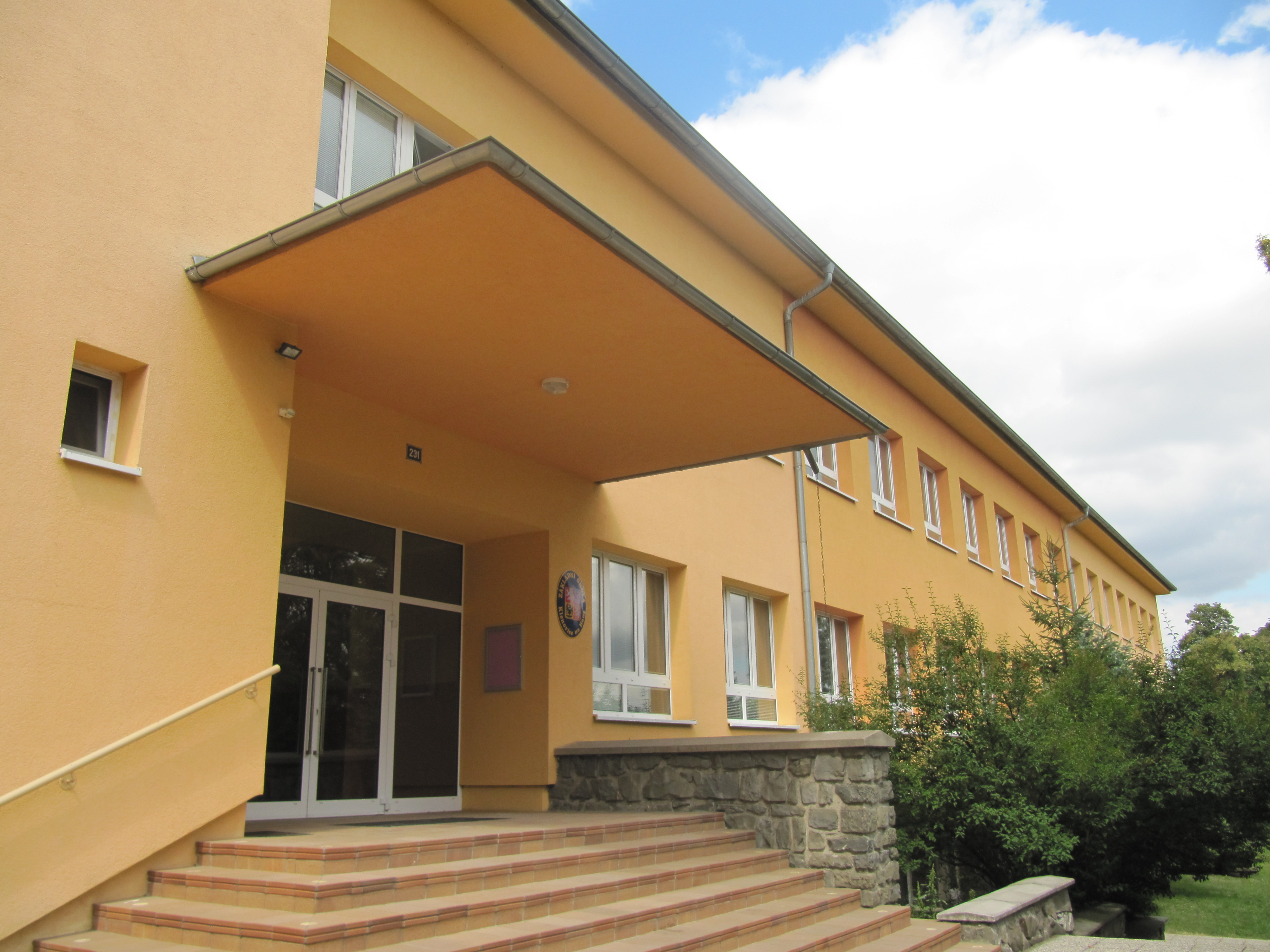
Základní škola